# Il fornaio
Il fornaio (The Baker) é un film statunitense del 2022 diretto da Jonathan Sobol.

## Trama
Pappi é un anziano fornaio, uomo solitario e silenzioso. Ex assassino del governo, il cui figlio, quasi fosse un estraneo, torna nella sua vita con una nipote di cui non sapeva l'esistenza. Ma quando suo figlio scompare in una losca opportunità di affari, Pappi farà di tutto per trovare suo figlio e proteggere sua nipote dai criminali mandati a cercarla, dopo che questa ha preso con arroganza una borsa di droga da suo padre Peter, provocandone l'omicidio, quando lui inconsapevolmente, ha consegnato la borsa vuota.